# Les Deux Rois
Les Deux Rois (en allemand : Der alte und der junge König, Friedrichs des Großen Jugend) est un film allemand de Hans Steinhoff de 1935 relatant la jeunesse et l'opposition du prince héritier Frédéric de Prusse (le futur Frédéric le Grand) à son père le Roi-Sergent (Frédéric-Guillaume Ier).
Ce film sortit en janvier 1935 en Allemagne, puis en Finlande et à la fin de cette année aux États-Unis sous le titre The Making of a King. Il fut projeté ensuite en Italie, en Grèce, en Pologne, etc.
Le scénario du film est de Rolf Lauckner et de Thea von Harbou.

## Synopsis
Le roi Frédéric-Guillaume, corpulent et colérique, mène d'une main de fer la vie familiale au palais royal. Un matin, le prince héritier Frédéric n'apparaît pas au déjeuner de famille : il a passé la nuit à jouer aux cartes et a perdu 4 000 thalers, somme importante. De plus il est en retard pour la revue. Le roi son père passe en revue ses fidèles soldats, se félicite du service et de la haute taille de l'un d'eux. En effet sa marotte était d'engager, de Prusse ou d'ailleurs, des soldats de haute taille. Son fils en revanche se fait réprimander pour sa mauvaise tenue. Il est convoqué chez son père qui vient d'apprendre qu'il a perdu au jeu. Il interroge d'abord calmement son fils qui ment sur la somme perdue. Le roi entre dans une vive colère et met son fils aux arrêts dans ses appartements, lui interdisant de jouer de la flûte ou de recevoir ses amis, et de lire les philosophes français ou grecs qu'il juge pernicieux.
Un soir le Roi-Sergent se rend après dîner à son habituelle tabagie, entouré de ses proches et du fiancé de sa fille Wilhelmine qu'il lui a choisi, le fat margrave de Bayreuth, à l'encontre de l'avis de la reine Sophie-Dorothée qui souhaitait un double mariage anglais pour Fritz et Wilhelmine, étant elle-même la sœur de l'actuel roi d'Angleterre, George II. Le prince héritier en profite pour inviter chez lui Wilhelmine et son meilleur ami le lieutenant von Katte, pour jouer de la musique. Le roi rentre dans ses appartements plus tôt que prévu et entendant la musique fait irruption chez Frédéric, brûle une partie de ses livres et casse sa flûte, le traitant d'incapable. Frédéric a une véritable crise de nerfs. Pour punition, il doit accompagner son père dans ses États de l'ouest, un long voyage que le prince accepte d'effectuer, ayant en vue de s'échapper un jour. Katte lui conseille la prudence, mais Fritz lui déclare qu'il est son seul ami et qu'il doit l'aider. Une nuit, alors que toute la suite a pris ses quartiers dans une auberge, les deux jeunes gens mettent leur plan à exécution et tentent de fuir la suite royale. Frédéric est découvert. Le roi est en plus en possession d'une lettre compromettante. Il se retient de punir lui-même son fils qui est jugé et condamné à la prison. Katte quant à lui est condamné à mort pour trahison. Frédéric ne le sait pas et le matin de l'exécution de son ami, on le force à tout regarder de la fenêtre de sa prison. Frédéric crie qu'il est seul coupable. Rien n'y fait, il n'oubliera pas cette scène de sa vie. Il est désormais soumis à la volonté de son père comme un automate.
Les dernières scènes du film montrent la préparation au métier de roi du jeune prince, obéissant en apparence, et le fossé entre le père et le fils. Marié, il mène une vie selon ses goûts, s'entourant d'intellectuels et de musiciens, et d'une société élégante. On l'appelle un soir au chevet de son père mourant...

## Fiche technique
- Titre original : Der alte und der junge König, Friedrichs des Großen Jugend
- Titre français : Les Deux Rois
- Réalisation : Hans Steinhoff
- Scénario :
- Photographie :
- Montage :
- Musique :
- Pays d'origine : Troisième Reich
- Langue originale : allemand
- Format : noir et blanc
- Genre :
- Durée :
- Dates de sortie : 
  - Troisième Reich : 29 janvier 1935 (à Stuttgart)

## Distribution
- Emil Jannings : Frédéric-Guillaume Ier de Prusse, le Roi-Sergent
- Werner Hinz : le prince héritier Frédéric, Fritz
- Leopoldine Konstantin : la reine Sophie-Dorothée
- Claus Clausen : le lieutenant von Katte
- Marieluise Claudius : la princesse Wilhelmine
- Carola Höhn : la princesse Élisabeth
- Ellen Frank : la comtesse von Arnim
- Ruth Eweler : Mlle von Sonsfeld
- Emilia Unda : Mme von Ramen
- Luise Morland : Mme von Ramecke
- Georg Alexander : le margrave de Bayreuth
- Harry Hardt : le comte von Seckendorff
- Walter Janssen : von Natzmer